# Parlavà

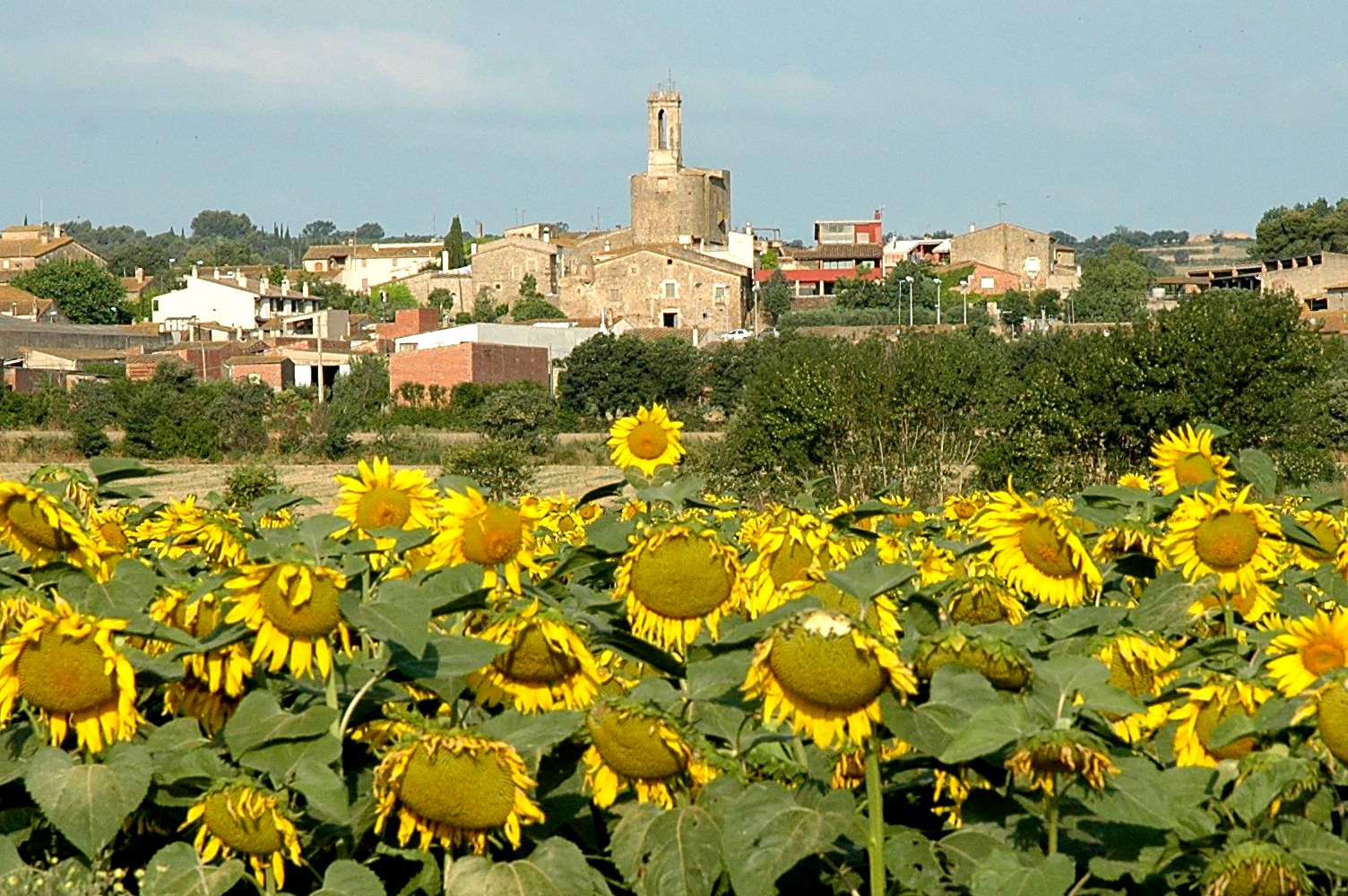
Parlavà

Parlavà is een gemeente in de Spaanse provincie Girona in de regio Catalonië met een oppervlakte van 6 km². Parlavà telt 392 inwoners (1 januari 2016).

## Demografische ontwikkeling
Bron: INE, 1857-2011: volkstellingen
Opm.: In 1857 werd de gemeente Fonolleres aangehecht